# 8 Dywizja Strzelecka (ZSRR)
8 Dywizja Strzelecka (ros. 8-я стрелковая дивизия, 8 DS) – związek taktyczny piechoty Armii Czerwonej.

## Formowania i walki
Sformowana jako 8 Dywizja Piechoty na bazie 5 Moskiewskiej Dywizji Piechoty, 1 Tulskiej DP, 2 Tambowskiej DP i Kałużskiej DP. 11 października 1918 przemianowania na 8 Dywizję Strzelecką. 
26 lipca 1926 roku otrzymała imię Feliksa Dzierżyńskiego. Jej pełna nazwa to: 8 Mińska Dywizja Strzelecka im. Feliksa Dzierżyńskiego odznaczona Orderem Czerwonego Sztandaru i Orderem Czerwonego Sztandaru Pracy.

W czasie agresji na Polskę, 16 września 1939  walczyła w strukturach 4 Armii.
Po wojnie zimowej z Finlandią została przeniesiona do Północno-kaukaskiego Okręgu Wojskowego. Powróciła do Zachodniego Specjalnego Okręgu Wojskowego. W czerwcu 1941 roku pod dowództwem pułkownika Mikołaja Józefowicza Fomina w składzie wojsk Okręgu Leningradzkiego. 
Powtórnie sformowana 2 lipca 1941 roku jako 8 Dywizja Strzelecka Obrony Narodowej. 24 sierpnia 1941 przemianowana na 8 Dywizję Strzelecką.
Po raz trzeci  sformowana 25 grudnia 1941 roku w Środkowoazjatyckim Okręgu Wojskowym jako 458 Dywizja Strzelecka. В 1942 roku przemianowana na 8 Dywizję Strzelecką.

## Struktura organizacyjna
Pierwsze formowanie
- 151 pułk strzelecki
- 229 pułk strzelecki
- 310 pułk strzelecki
- 62 pułk artylerii lekkiej
- 117 pułk artylerii haubic
- 154 dywizjon moździerzy
- 108 dywizjon artylerii przeciwpancernej
- 162 dywizjon artylerii przeciwlotniczej
- 2 kompania rozpoznawcza
- 21 batalion saperów
- 61 batalion łączności
- 77  batalion medyczno-sanitarny
- 41 kompania przeciwchemiczna
- 24 batalion transportowy
- kompania transportowa
- 22 piekarnia polowa
- 148 stacja poczty polowej
- 409 kasa polowa

Drugie formowanie (jako 8 DS)
- 1299 pułk strzelecki
- 1301 pułk strzelecki
- 1303 pułk strzelecki
- 975  pułk artylerii lekkiej
- 699 dywizjon artylerii przeciwlotniczej
- 477 kompania rozpoznawcza
- 863 batalion łączności
- 497  batalion medyczno-sanitarny
- 366 kompania przeciwchemiczna
- 309 kompania transportowa
- 266 piekarnia polowa

Trzecie formowanie
- 151 pułk strzelecki
- 229 pułk strzelecki
- 310 pułk strzelecki
- 62 pułk artylerii lekkiej
- 154 dywizjon moździerzy (do 17.10.1942)
- 108 dywizjon przeciwpancerny
- 2 kompania rozpoznawcza
- 21 batalion saperów
- 61 batalion łączności
- 77 batalion medyczno sanitarny
- 41 kompania przeciwchemiczna
- 89 kompania transportowa
- 457 piekarnia polowa
- 922 punkt weterynaryjny
- 1703(1816) poczta polowa
- 1199(1295) kasa polowa

## Dowódcy dywizji
- kombrig Władimir Kołpakczi (był w 1939)[2]